# La Guerche
La Guerche település Franciaországban, Indre-et-Loire megyében. Lakosainak száma 175 fő (2022. január 1.). La Guerche Abilly, Barrou, Leugny és Mairé községekkel határos.

## Népesség
A település népességének változása:
| Lakosok száma | 295  | 265  | 237  | 213  | 187  | 184  | 180  | 174  | 174  | 175  |
|               | 1968 | 1982 | 1990 | 2006 | 2013 | 2015 | 2017 | 2019 | 2020 | 2022 |